# Dioscorea pittieri
Dioscorea pittieri är en enhjärtbladig växtart som beskrevs av Reinhard Gustav Paul Knuth. Dioscorea pittieri ingår i släktet Dioscorea och familjen Dioscoreaceae. Inga underarter finns listade i Catalogue of Life.